# ابراهیم الزواهره
ابراهیم الزواهره (عربی: إبراهيم محمد فرحان الزواهرة؛ زادهٔ ۱۷ ژانویهٔ ۱۹۸۹) بازیکن فوتبال اهل اردن است.
از باشگاه‌هایی که در آن بازی کرده‌است می‌توان به باشگاه ورزشی الفیصلی اشاره کرد.
وی همچنین در تیم‌های ملی فوتبال زیر ۲۳ سال اردن و اردن بازی کرده‌است.